# Aufschlitz-Brandverfahren
Das Aufschlitz-Brandverfahren wurde hauptsächlich im Mittelalter angewendet, um in Schalenbauweise errichtete Gebäude zu zerstören. In dieser Bauweise entstanden überwiegend Befestigungsanlagen, wie Burgen oder Stadtmauern, aber auch größere Häuser, da so schnell, kostengünstig und gleichzeitig massiv gebaut werden konnte. Eine Schalenmauer besteht aus zwei Wänden (Schalen), in deren Zwischenraum lose Steine und Mörtel verfüllt wurden.
Beim Aufschlitz-Brandverfahren wurden die Mauern in etwa einem Meter Höhe aufgestemmt oder -gemeißelt, wobei das entfernte Mauerwerk sukzessive durch Holzbohlen ersetzt wurde. Zusätzlich trieb man Eichenbohlen tief in das Mauerwerk. Anschließend wurde um das Gebäude Holz und Reisig aufgeschichtet. Steckte man das Holz dann in Brand, reagiert der Kalk im Mörtel unter Kohlendioxidabgabe zu Calciumoxid und verlor die Haftkraft, und die äußeren Schalen sackten in sich zusammen, da sie nur schwach mit dem Füllmaterial verbunden waren. Auf diese Weise konnten auch große Gebäude, wie Türme oder Torbauten, geschleift werden.
Die Schleifung der Isenburg in Hattingen ist ein Beispiel für die Anwendung dieses Verfahrens. Während der Ausgrabungsarbeiten wurden im Palas mehrere verkohlte Enden von eingeschlagenen Eichenbohlen gefunden.

## Nachweise
1. ↑  Heinrich Eversberg: Graf Diedrich von Isenberg und die Isenburg, 1193–1226. 20 Jahre Forschung, Ausgrabung, Restaurierung 1969–1989 (= Hattinger heimatkundliche Schriften. Bd. 32, ZDB-ID 500141-9). Heimat- und Geschichtsverein Hattingen e.V. u. a., Hattingen 1990.